# Referéndum constitucional de Turquía de 2017
El 16 de abril de 2017 se celebró un referéndum constitucional en Turquía.

## Reforma constitucional sometida a consulta
El proyecto de nuevo texto constitucional, que prevé el cambio de un sistema parlamentario a uno presidencialista, incluye cambios como la eliminación de la figura del primer ministro, la asunción por parte del presidente de todo el poder ejecutivo, el aumento del parlamento de 550 a 600 miembros, la pérdida de capacidad de escrutinio del poder ejecutivo por parte del parlamento, la reducción de la edad para ser elegido diputado de 25 a 18 años, la potestad por parte del presidente de proponer los presupuestos, nombrar ministros sin necesidad del refrendo parlamentario, de disolver el parlamento, de nombrar a más de la mitad de miembros del Tribunal Constitucional, el aumento del mandato del presidente de 4 a 5 años y abrir la posibilidad a que el presidente pueda pertenecer a un partido político.

## Resultados
Por la noche se anunció que entre los 53 millones de votos turcos tenían el 51,3% votó "sí", aunque el resultado final puede variar en los doce días posteriores al día del voto. Entre los turcos residentes en el extranjero el "sí" fue incluso mayor que en la propia Turquía. En Alemania el 63,1% votó "sí", en Holanda el 71%, en Austria 73,5% y en Bélgica 75,1%. En Suiza no hubo mayoría para un cambio,tan sólo el 38% apoyó la propuesta. En Dinamarca hubo aproximadamente 33.000 votantes en la elección, de los cuales casi el 61% votó "sí".